# جيك كيربي
جيك كيربي (بالإنجليزية: Jake Kirby)‏ (9 مايو 1994 بليفربول في المملكة المتحدة - ) هو لاعب كرة قدم بريطاني في مركز الوسط. لعب مع ستوكبورت كونتي ونادي ترانمير روفرز لكرة القدم.

## وصلات خارجية
- جيك كيربي على موقع قاعدة بيانات كرة القدم.إي يو (الإنجليزية)
- جيك كيربي على موقع Soccerbase.com (لاعب) (الإنجليزية)
- جيك كيربي على موقع Soccerway.com (الإنجليزية)